# Ricardo Casanova y Estrada
Ricardo Casanova y Estrada, «El Grande» (10 de noviembre de 1844 - Cantel, Quetzaltenango, 14 de abril de 1913) fue un religioso guatemalteco que llegó a ser el decimoprimer Arzobispo de Guatemala de 1886 a 1913. Tuvo un papel decisivo durante el gobierno del general Manuel Lisandro Barillas Bercián (1885-1896), quien lo exilió de Guatemala. Tras la amnistía decretada por el gobierno del general José María Reyna Barrios en marzo de 1897, regresó a Guatemala y fue recibido con grandes muestras de fe por la población guatemalteca.

## Biografía

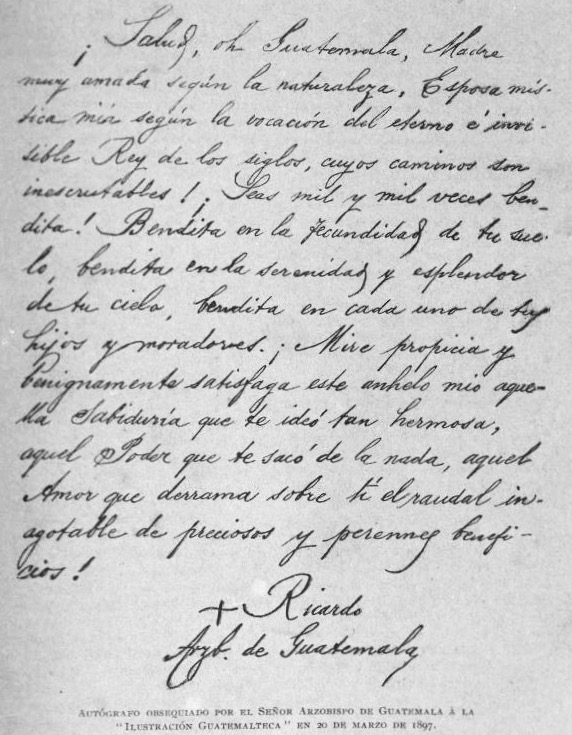
Carta que envió el arzobispo Casanova a los fieles guatemaltecos a su retorno a Guatemala el 19 de marzo de 1897.

Casanova y Estrada recibió clases particulares de Literatura con el reconocido escritor guatemalteco José Milla y Vidaurre a finales de la década de 1860. Ramón Rosa -célebre político e ideólogo liberal hondureño- fue su compañero en las lecciones de Milla y describe a Casanova y Estrada como uno de los jóvenes más distinguidos de Guatemala y de las repúblicas vecinas y, sin duda, el sacerdote más instruido de la América Central. Casanova y Estrada pasó a estudiar en la Pontifica Universidad de San Carlos Borromeo en donde recibió clases con Milla y Vidaurre nuevamente, y con el expresidente de Colombia doctor Mariano Espina, quien había llegado desterrado a Guatemala. Entre sus compañeros de estudios en la Universidad estuvo nuevamente Rosa, y el primo de este, Marco Aurelio Soto., y Antonio Batres Jáuregui.
Fue nombrado obispo de Guatemala en 1886 y tendría una serie de confrontaciones con el gobierno del general Manuel Lisandro Barillas Bercián, quien al final lo desterró de Guatemala.

### Expulsión de Guatemala
Para 1881, las relaciones entre el presidente Justo Rufino Barrios y los representantes de la Iglesia católica habían mejorado considerablemente, y el presidente Barrios envió a su amigo personal —y antiguo sacerdote— Ángel María Arroyo como ministro plenipotenciario ante la Santa Sede para trabajar en un nuevo concordato, que sustituyera al Concordato de 1852. El documento estuvo listo el 2 de julio de 1884, pero no fue discutido en la Asamblea de 1885 porque no alcanzó a ser incluido en la agenda legislativa; sin embargo, tras la muerte del presidente Barrios ese año su sucesor, el general Barillas ya no ratificó el tratado y durante su gobierno se continuó con la política de agresiones contra la Iglesia Católica.
Mientras estuvieron suspendidas las garantías constitucionales, y amparado en su poder dictatorial, y en el artículo 92 del Código Penal vigente en ese entonces y que castigaba con arresto o multa a todo aquel que sin permiso de la república emitiese decretos de la Curia Romana, expulsó al arzobispo, licenciado Ricardo Casanova y Estrada, quien estaba recopilando disposiciones de la Curia Romana y publicándolas como suyas en edicto impresos fuera de Guatemala. Casanova se negó a aceptar el arresto y el 2 de septiembre de 1887 publicó una protesta pretextando un atentado a la propiedad o a la libertad personal y como un abuso de fuerza. En virtud de esto, Barillas emitió un decreto el 3 de septiembre de 1887 por el que expulsó al arzobispo por todo el tiempo que el Ejecutivo considerara conveniente, pues consideró que no podía permitir que se incitara a la rebelión alegando que solo se dependía del Papa.
En el exilio continuó su trabajo arzobispal: en 1893 hizo imprimir en Roma el nuevo Ritual del arzobispado de Guatemala, que sustituyó al Manual de Párrocos que había estado vigente desde 1886.

### Retorno a Guatemala
Cuando el arzobispo Casanova y Estrada se encontraba exiliado en Costa Rica, emitió su opinión favorable acerca de la Exposición Centroamericana organizada por el gobierno de José María Reina Barrios, mediante una carta pastoral enviada desde San José, el 29 de junio de 1896 en la que indicó que esta exposición permitiría dos grandes objetivos: que los centroamericanos se conocieran mejor entre sí y que se exhibieran ante el mundo los productos que se producían en estas tierras;  Era tras casi diez años de destierro y con motivo de la celebración del septuagésimo quinto aniversario de la Independencia de Guatemala, que Casanova y Estrada escribió su Carta Pastoral desde el palacio episcopal de San José a los obispos centroamericanos acerca de la Exposición Centroamericana y las ventajas que para Guatemala tendría la construcción del Ferrocarril del Norte. Al enterarse de esto, el presidente José María Reyna Barrios -quien era masón de alto grado- se dio cuenta del patriotismo del arzobispo y presentó una iniciativa a la Asamblea Nacional Legislativa en su sesión inaugural del 1 de marzo para que se permitiera el regreso del arzobispo, y el 13 de ese mes, se emitió el Decreto 351 que permitió el regreso de Casanova y Estrada desde Costa Rica.
El arzobispo llegó a Guatemala el 19 de marzo de ese año, acompañado del padre Juan Paz. Cuando llegó al Puerto San José en el vapor Newport, una muchedumbre llegó a recibirlo y escuchó con sumisión la misa que celebró el prelado. Luego partió en tren hacia la ciudad, en donde fue recibido por una enorme multitud en la estación, y luego lo acompañaron hasta la Plaza de Armas; había también personas en los tejados y en las ventanas de las casas, quienes aclamaban frenéticamente al recién llegado. Luego, un majestuoso Te Deum se celebró en la Catedral Metropolitana, que estaba completamente abarrotada por representantes de toda la sociedad guatemalteca. Incluso los escritores agnósticos de La Ilustración Guatemalteca, como Antonio Macías del Real, no pudieron menos que felicitar al arzobispo y tampoco pudieron negar que el catolicismo era en ese momento la religión preponderante en el país.

### Ataque de pulmonía en 1899
Tratando de ponerse al día con todas las tareas episcopales que habían quedado pendientes por su destierro, el 8 de marzo de 1899 decidió visitar a los vicarios de San Juan Sacatepéquez, Quiché y Sololá. Tras terminar las celebraciones de Semana Santa el 3 de abril de ese año, fue sorprendido por un ataque de pulmonía; su estado se agravó considerablemente y para el 27 de abril le aplicaron el sagrado Viático y el sacramento de la Extremaunción. Pero gracias a su robusta constitución, logró sobrevivir a la enfermedad y el 1.° de septiembre ya se encontraba convalenciendo de la misma.

## Muerte

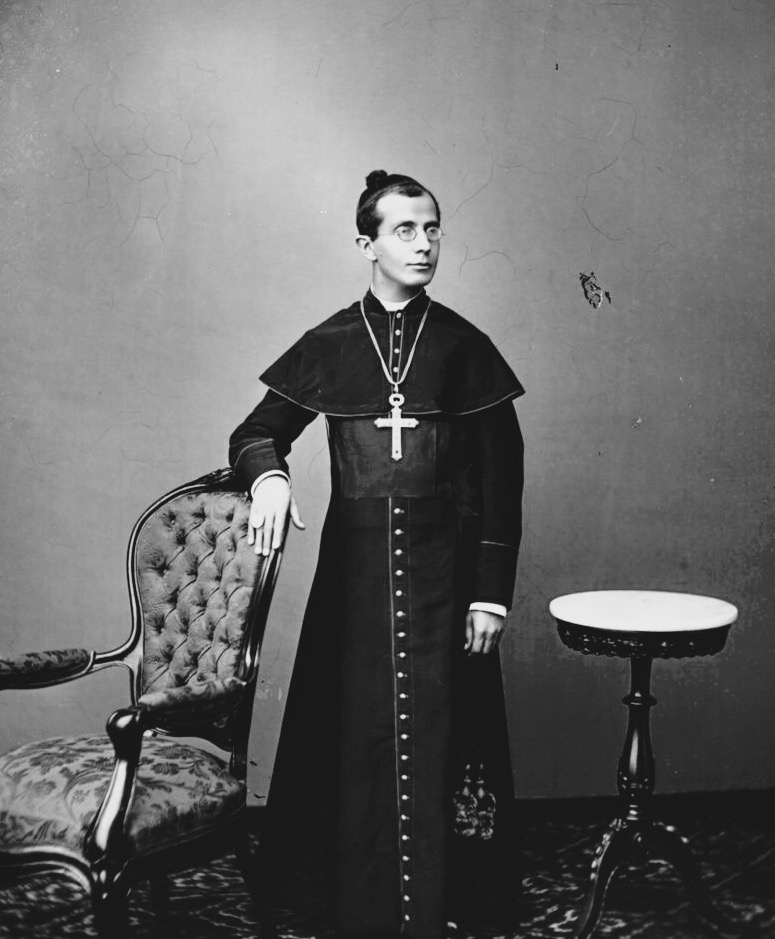
Arzobispo Casanova y Estrada en 1900, aproximadamente. Fotografía de Juan José de Jesús Yas.

Durante una visita pastoral en el departamento de Quetzaltenango, el obispo Casanova y Estrada sufrió de un grave ataque cuando estaba en Santa Catarina Ixtahuacán; decidió entonces regresar de inmediato a la Ciudad de Guatemala por el camino de San Felipe, llegando a Cantel el 12 de abril. Allí recibió tratamiento médico, pero a las once de la noche del 13 de abril se concluyó que no había nada que hacer y se le administró la Extremaunción. Le sobrevino la muerte a las 2 de la madrugada del 14 de abril de 1913.
Tras varios días, en que sus restos fueron trasladados a la Ciudad de Guatemala y recibieron numerosos homenajes, fue sepultado en la cripta de la Catedral Metropolitana, debajo del altar de la Inmaculada Concepción, como lo había solicitado. Su tumba simplemente dice: «Ricardo Casanova y Estrada, XI arzobispo de Guatemala, 14 de abril de 1913. Rogad por él.»